# Біла Гора (гміна)
Ґміна Бялоґура (пол. Gmina Białogóra) — колишня (1934—1939 рр.) сільська ґміна Грудецького повіту Львівського воєводства Польської республіки (1918—1939) рр. Центром ґміни було село Бялоґура.

1 серпня 1934 р. було створено ґміну Бялоґура в Грудецькому повіті. До неї увійшли сільські громади: Бялоґура, Бурґталь, Цунюв, Добростани, Дроздовіце, Галічанув, Гартфельд, Камєнобруд, Лєсьньовіце, Жечичани, Воля Добростаноска, Затока і Зушице.

У 1939 році територія була зайнята СРСР і ґміна ввійшла до складу Львівської області.